# Sangli

Bandera maratha safrà o ghagwa zenda, utilitzada per la nissaga Patvardhan de Sangli

Sangli fou un estat tributari protegit a l'agència de Kolhapur i dels estats Marathes Meridionals, a la presidència de Bombai, format per sis trossos separats:
- Un grup de pobles a la vall del Kistna
- Un grup de pobles entre Kolhapur (a l'oest) i Jamkhandi
- Un grup de pobles enclavats al districte de Sholapur prop de la unió dels rius Man i Bhima
- Un grup de pobles enclavats al districte de Dharwar
- Un grup de pobles al nord de la ciutat de Belgaum
- Un grup de pobles al sud del riu Malprabha]i al nord-est de Kittur al districte de Belgaum.

La superfície era en total de 2.880 km² i la població el 1901 era de 226.128 habitants repartits en sis ciutats i municipalitats i 307 pobles. De les ciutats la principal era Sangli (ciutat) amb 16.829 habitants, seguida de Shahapur. Els hindús eren prop de dos-cents mils, el musulmans prop de 16.000 i els jains 13.000. La població el 1931 era de 258.442 habitants.
L'estat era en bona part pla i regat pel Kistna i els cultius principals eren mill, arròs, blat, gram i cotó.

## Història
Vegeu: Miraj Sènior.
El sobirà de Sangli era membre de la família Patvardhan (Patwardhan) fundada per Haribhat, un konkanasth braman que era el sacerdot del cap d'Ichalkaranji. Quan un fill del cap es va casar amb la filla del peshwa maratha, Haribhat va conèixer al peshwa i es van fer amics; el peshwa Madhaw Rao Ballal (1761 - 1772) va concedir un jagir a Gobind Rao, el fill d'Haribhat, i a dos nets d'aquest. El 1772 el jagir que incloïa Miraj, va arribar a Chintaman Rao, net de Gobind Rao, que tenia 6 anys i l'estat fou administrat durant la seva minoria pel seu oncle Gangadhar Rao. Quan el jove va arribar a la majoria es va enfrontar al seu tutor que el volia privar dels drets, aprofitant uns rumors sobre la seva mort.
Finalment l'estat es va dividir entre ambdós i l'oncle es va quedar amb Miraj i Chintaman Rao amb Sangli (amb uns ingressos de 6 lakhs per Sangli i 5 per Miraj). Chintaman Rao va esdevenir protegit britànic a la caiguda del peshwa el 1818. El 1846 la Companyia li va presentar una espasa com a testimoni del seu respecte i reconeixement de la seva lleialtat. Chintaman Rao va morir el 1851 i el va succeir el seu fill Dhundi Rao. Els seus serveis en cavallers-soldats foren bescanviats per un pagament en diners. El 1862 va rebre un sanad autoritzant l'adopció. La regla de la primogenitura és utilitzada però no és imperativa. El sobirà era un sardar (noble) de primera classe. La policia de l'estat era de 497 homes, 54 a cavall i 323 sense armes. Dhundi Rao va morir el 1901 i el va succeir el seu fill adoptat (d'una branca col·lateral) Chintaman Rao II que el 1947 va accedir a l'Índia i va governar fins al 1948; va morir el 1965.

## Llista de raos
- Haribhat 1732-1750
- Gobind Rao vers 1765-1772, primer jagirdar
- Harihar Rao 1772-després de 1775
- Chintaman Rao I (àlies Appa Sahib) després de 1775-1851
- Dhundi Rao "Tatya Sahib" 1851 - 1901
- Chintaman Rao II (àlies Appa Sahib) 1901 – 1948 (+1965)